# 蒂约 (上马恩省)
蒂约（法語：Thilleux，法語發音：[tijø]）是法国上马恩省的一个市镇，属于圣迪济耶区。

## 地理
蒂约（48°26'21"N, 4°48'6"E）面积9.71 平方千米，位于法国大東部大區上马恩省，该省份为法国东北部内陆省份，北起马恩省和默兹省，西接奥布省，西南接科多尔省，东南接上索恩省，东临孚日省。
与蒂约接壤的市镇（或旧市镇、城区）包括：塞丰、拉波特迪代尔、索姆瓦尔。

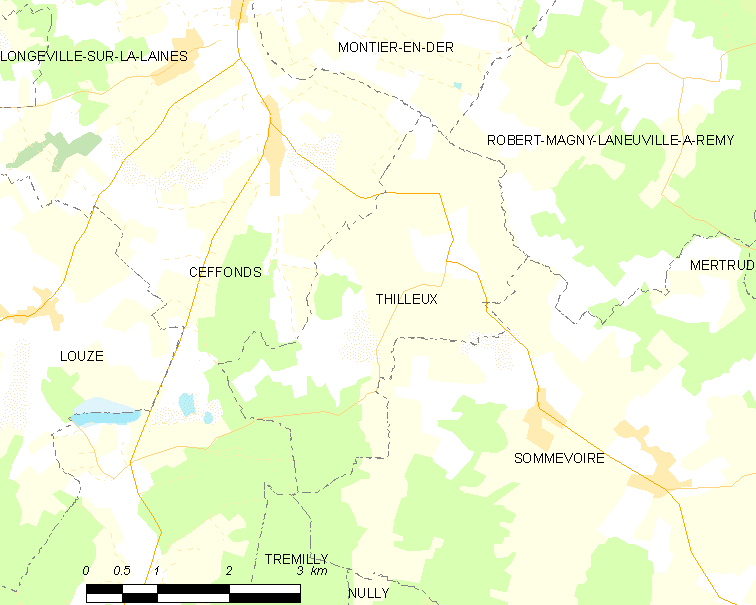
的OSM定位图

蒂约的时区为UTC+01:00、UTC+02:00（夏令时）。

## 行政
蒂约的邮政编码为52220，INSEE市镇编码为52487。

## 政治
蒂约所属的省级选区为瓦西县。

## 人口

1962-2008年间人口变化图示

蒂约于2022年1月1日时的人口数量为62人。